# Maria Karolina Habsburg (1801–1832)
Maria Karolina Ferdynanda Teresa Józefina Demetria Habsburg-Lotaryńska (ur. 8 kwietnia 1801 w Wiedniu, zm. 5 sierpnia 1832 w Dreźnie) – arcyksiężniczka Austrii, księżniczka Czech i Węgier, księżniczka Saksonii.
Urodziła się jako szósta córka (ósme spośród dwanaściorga dzieci) ostatniego cesarza rzymsko-niemieckiego Franciszka II (później pierwszego cesarza Austrii Franciszka I, a także króla Czech i Węgier w latach 1792–1835) z jego drugiego małżeństwa z cesarzową Marii Teresą. Jej starszym bratem był m.in. kolejny cesarz Austrii Ferdynand I.
7 października 1819 w Dreźnie poślubiła bratanka króla Saksonii Fryderyka Augusta I – księcia Fryderyka Augusta (przyszłego króla tego kraju Fryderyka Augusta II). Para nie miała dzieci. 1 września 1830 ojciec księcia Fryderyka Augusta – książę Maksymilian zrzekł się praw do tronu. Jego następstwo objął wówczas mąż Marii Karoliny (który został królem w 1836 r. już po śmierci Marii Karoliny).
Po śmierci księżnej Marii Karoliny Fryderyk August wziął ślub ze swoją drugą żoną księżniczką bawarską Marią Anną. Również z tego związku nie doczekał się potomstwa.